# 阮玉端順
定美公主阮玉端順（越南语：／；1820年8月20日—1854年5月29日），越南阮朝明命帝第十女，生母宮人陳氏嚴。

## 生平
明命元年七月十二日（1820年8月20日），阮玉端順在順化皇城出生。紹治三年（1843年），公主24歲，下嫁統制杜貴之子杜才。嗣德七年五月三日（1854年5月29日），端順去世，享年三十五歲。嗣德帝追贈為定美公主，諡柔靜。葬於承天府香水縣居正總楊春上社。嗣德二十年（1867年），列祀展親後祠。咸宜元年（1885年）秋，合祀親勳祠。
定美公主育有二子二女。